# 巴拉利
巴拉利（義大利語：Barrali），是意大利撒丁大区南撒丁省的一个市镇。总面积11.46平方公里，人口1108人，人口密度96.7人/平方公里（2009年）。ISTAT代码为092005。